# Vogue (chanson de Madonna)
Cet article concerne la chanson de Madonna. Pour la chanson d'Ayumi Hamasaki, voir Vogue.
Pour les articles homonymes, voir Vogue (homonymie).
Singles de Madonna
Keep It Together
(1990) Hanky Panky
(1990)
Pistes de I'm Breathless
Now I'm Following You (Part II)
(11)
Vogue est le trentième single de la chanteuse américaine Madonna. Il apparaît sur l'album I'm Breathless en 1990. Coécrite avec Shep Pettibone, la chanson est sortie en mars 1990 et s'est vendue à 8,5 millions d'exemplaires, soit le 3e plus grand hit de la chanteuse.

## Chanson
À la fin de l'année 1989, après que l'album Like a Prayer a généré trois tubes, les titres Like a Prayer, Express Yourself et Cherish ainsi que deux autres singles Dear Jessie et Oh Father, l'ultime single à faire la promo de l'album devait être Keep It Together. Pour finir en beauté, Madonna et Shep Pettibone décident alors de composer une nouvelle chanson afin d'être mise en face B du single de Keep It Together et produisent rapidement le titre Vogue qui devient finalement le single et relègue donc le titre prévu au départ en face B.
Le titre Vogue est inspiré de la danse du même nom (ou voguing en anglais) caractérisée par des poses hautement stylisée, similaires a des photographies de mode comme visible dans le magazine américain Vogue dans les années 1960 : l'attitude s'obtient par des mouvements et attitudes rigides, linéaires et/ou angulaires des bras, des jambes et du corps, d'un maintien parfait, féminin et rigoureux. C'est une danse pratiquée dans les clubs gay depuis les années 1930 à Harlem. Dans cette chanson dédiée à l'âge d'or du cinéma, Madonna cite quelques figures emblématiques de cette époque :
| - Greta Garbo - Marilyn Monroe - Marlene Dietrich - Joe DiMaggio - Marlon Brando - James Dean - Grace Kelly - Jean Harlow | - Gene Kelly - Fred Astaire - Ginger Rogers - Rita Hayworth - Lauren Bacall - Katharine Hepburn - Lana Turner - Bette Davis |

La chanson contient un sample pris sur Ooh I Love It (Love Break) interprété par le Salsoul Orchestra en 1983.

## Clip vidéo
Cette section ne s'appuie pas, ou pas assez, sur des sources secondaires ou tertiaires indépendantes du sujet. Le texte peut contenir des analyses inexactes ou inédites de sources primaires.
Pour l'améliorer, ajoutez-en, ou placez des modèles {{Source secondaire souhaitée}} ou {{Source secondaire nécessaire}} sur les passages mal sourcés. (septembre 2024)
Le clip de David Fincher a été considéré comme une des meilleures vidéos de Madonna, Rolling Stone magazine le classa vingt-huitième des meilleurs clips-vidéos de tous les temps. C'est la troisième fois que le réalisateur collabore avec la chanteuse après les vidéos d’Express Yourself et Oh Father en 1989.
Entièrement filmée en noir et blanc, la vidéo prend des allures d'âge d'or de Hollywood, on y voit[style à revoir] d'ailleurs les tableaux Art déco personnels de la chanteuse peints par Tamara de Lempicka, certains gros plans sont d'ailleurs inspirés par les portraits d'actrices comme Marilyn Monroe, Veronica Lake et Marlene Dietrich. 
Une fois encore, Madonna est au centre de la controverse. Elle apparaît dans la vidéo vêtue d'une blouse brodée transparente qui dévoile tout de sa poitrine. Malgré la demande de MTV pour censurer la vidéo, Madonna exige le maintien de la scène et l'obtient. Un poster de Madonna dans ce chemisier sera disponible gratuitement avec certains vinyles sortis au Royaume-Uni avec la mention « Classé X ».
On[style à revoir] retrouve aussi dans la vidéo, la troupe du Blond Ambition Tour, les choristes Donna De Lory et Niki Haris ainsi que les danseurs Luis Camacho, Oliver Crumes, Slam, Jose Gutierez, Kevin Stea, Gabriel Trupin et Carlton Wilborn, ceux-ci seront aussi présents lors de la performance aux MTV Video Music Awards en 1990, l'enregistrement sera disponible sur la cassette vidéo single de Justify My Love ainsi que sur la version DVD de "The immaculate Collection".

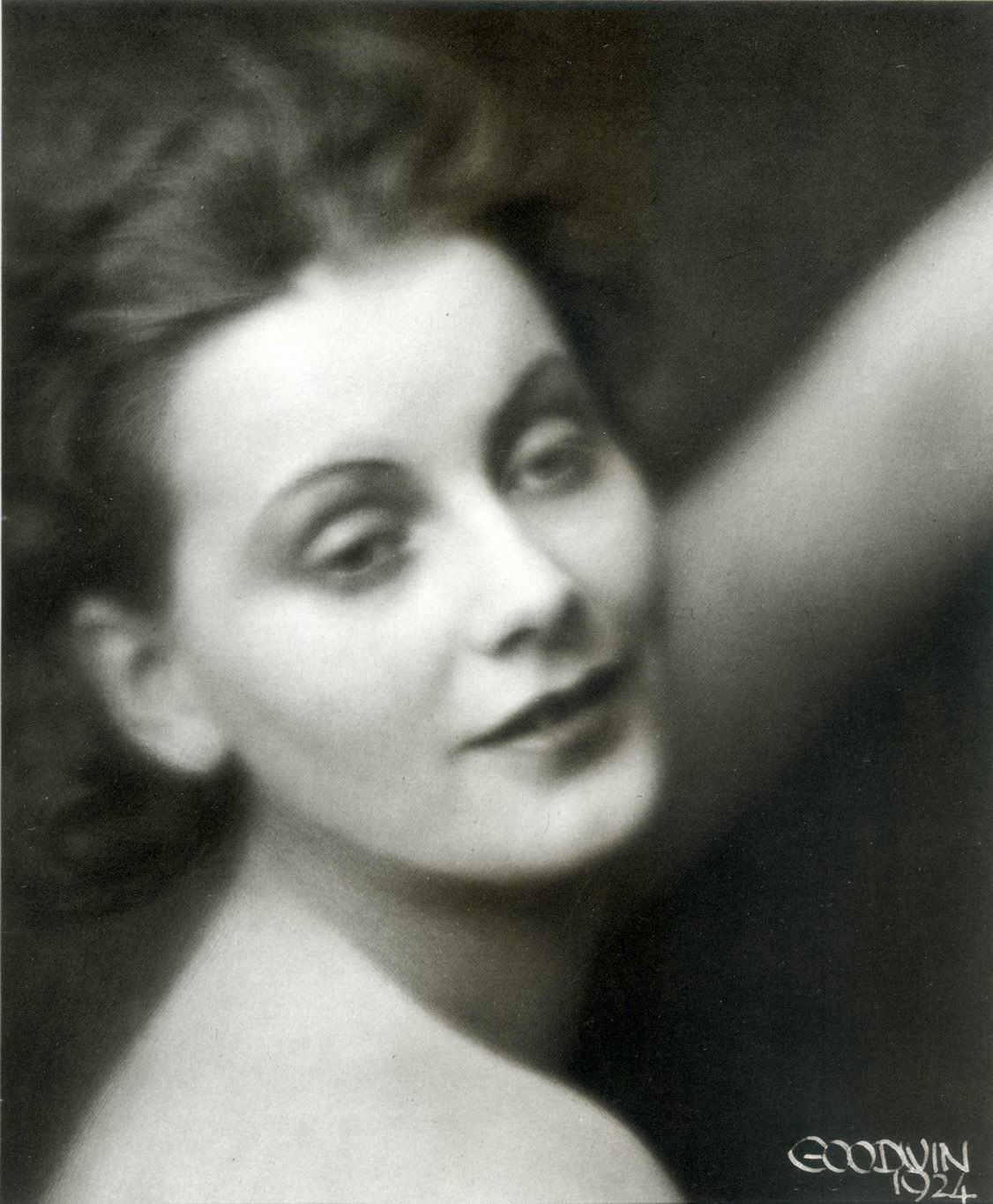
Greta Garbo Photo Goodwin
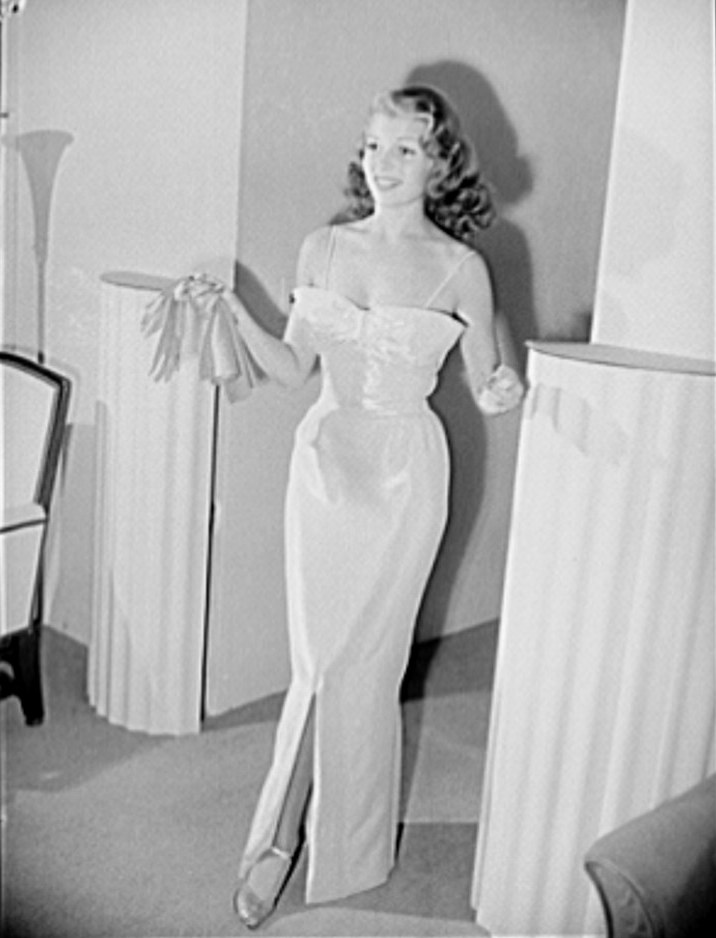
Rita Hayworth
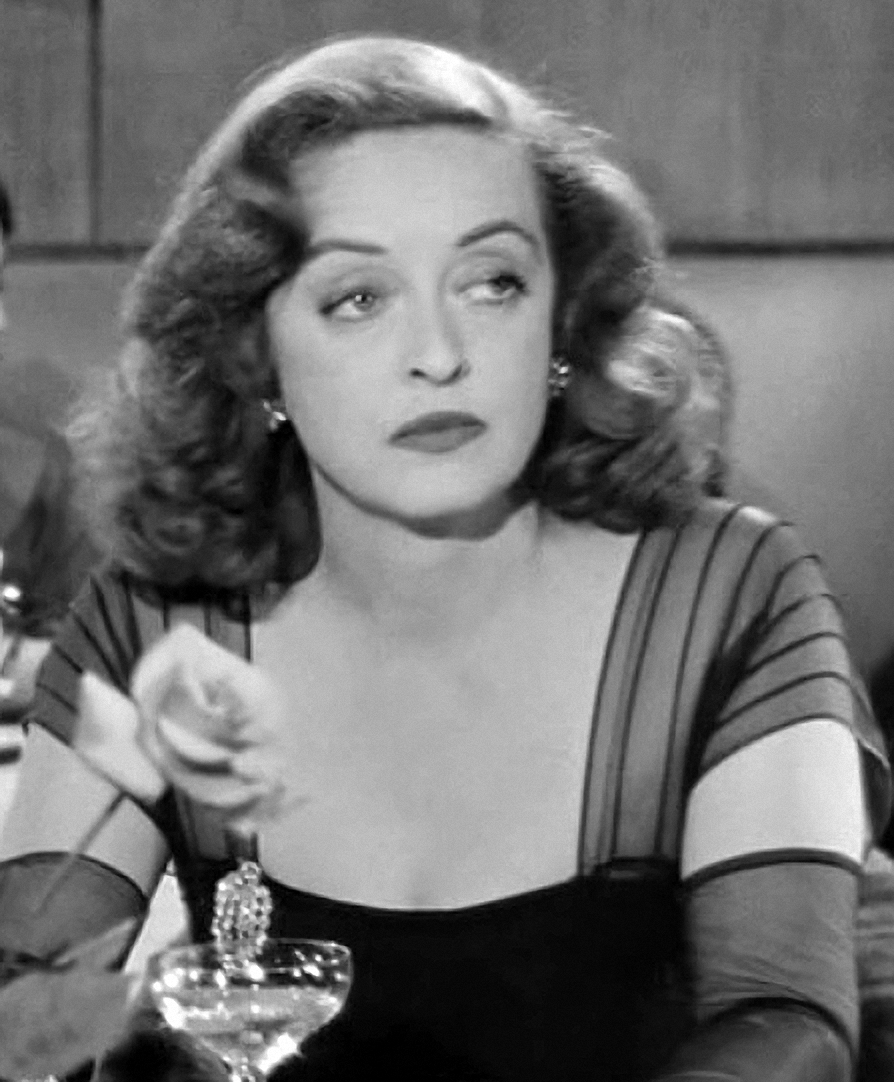
Bette Davis
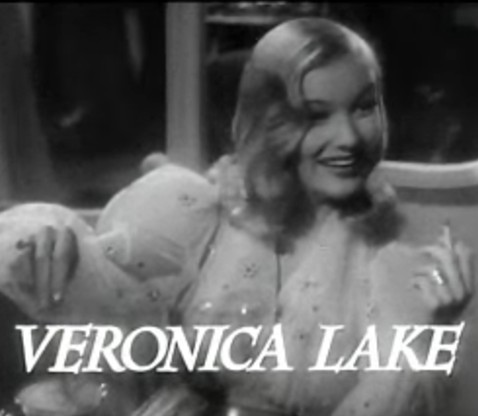
Veronica Lake
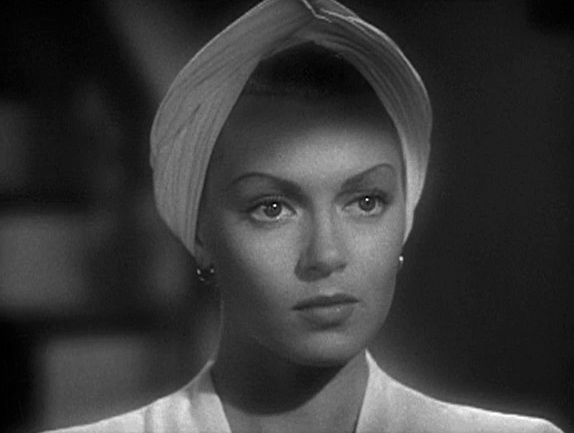
Lana Turner
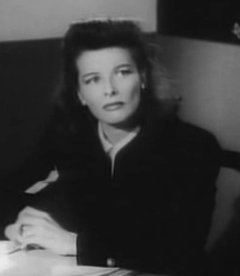
Katharine Hepburn

## Versions
- Single Version 4:20 (45 tours)
- Album Version : 4:49 (album)
- 12" Version : 8:24 (CD maxi, Maxi 45T)
- Bette Davis Dub : 7:26
- Strike-A-Pose Dub : 7:36
- Q-Sound Mix - The Immaculate Collection 5:18

## Autour du titre
- Le titre est apparu sur la compilation The Immaculate Collection en 1990 retravaillé avec le système Q-sound et en 1995, le single est réédité en CD single pour l'Allemagne ainsi que la majorité des autres singles de Madonna.
- Dans la suite de sa discographie, Madonna a fait référence à Vogue à trois reprises :
  - Deeper and Deeper (1992) : La chanson se termine par "You've got to let your body move to the music / You've got to just let your body go with the flow", qui sont aussi les dernières phrases de Vogue.
  - Holy Water (2015) : Le pont de cette chanson reprend des morceaux de la section rap de Vogue. Lors des prestations du Rebel Heart Tour, Madonna interprète un mash-up de Holy Water et Vogue.
  - I Don't Search I Find (2019) : Madonna a déclaré que ce morceau était une réponse à Vogue et a réutilisé les claquements de doigts entendus dans la chanson.
- Lors de son Baby One More Time Tour, Britney Spears utilise la chanson comme introduction au medley dédié à Madonna et Janet Jackson[source secondaire souhaitée]
- Lors de sa tournée Showgirl, Kylie Minogue reprend une partie de la chanson dans son propre titre Burning Up (Fever)[source secondaire souhaitée].
- En 2006, la chanson, émanant de la danse elle-même inspirée du magazine éponyme, figure sur la bande originale du film Le Diable s'habille en Prada, également inspiré par le magazine Vogue et sa rédactrice en chef Anna Wintour.
- Le clip vidéo a été classé 28 dans le top 100 des meilleures clip vidéos de Rolling Stone avec Express Youself, Like a Prayer, Borderline, Justify My Love et Oh Father[2].
- Rihanna a fait une reprise de la chanson lors de la soirée « Fashion Rocks » le 5 septembre 2008[3].
- Dans le quinzième épisode de la première saison de la série Glee (intitulé La puissance de Madonna), le personnage de Sue Sylvester, interprété par Jane Lynch, joue le rôle de Madonna dans une reprise du clip Vogue très fidèle à l'original[4].
- Avec la disparition de Lauren Bacall, le 12 août 2014, toutes les stars que Madonna cite dans sa chanson sont désormais mortes.
- La chanson apparaît également dans la saison 2 de Pose[source secondaire souhaitée].

## Classements du titre
Soutenu par une version single, une version longue ainsi que d'un clip video en noir et blanc dirigé par David Fincher, la chanson se classa numéro un dans plusieurs pays. Au Royaume-Uni, le titre éjecta le single de Snap! "The Power" à la première place et y resta pendant quatre semaines consécutive et se hissant jusqu'en première place des classements Pop/club.
Aux États-Unis, le single atteint plusieurs fois la catégorie Disque de platine et grimpa le billboard Hot 100 pendant six semaines pour arriver à la première place en mars battant "Nothing Compares 2 U" de Sinéad O'Connor et ce, pour quatre semaines consécutives également. 
Le succès de Vogue fit grimper les ventes de l'album I'm Breathless et combiné aux Blond Ambition Tour, généra une publicité massive pour le film Dick Tracy.
| Pays        | Meilleure position | Ventes  | Certification |
| ----------- | ------------------ | ------- | ------------- |
| Australie   | 1                  |         |               |
| Autriche    | 7                  |         |               |
| Belgique    | 1                  |         |               |
| Brésil      | 1                  |         |               |
| Canada      | 1                  | 100 000 | Platine       |
| Chili       | 1                  |         |               |
| Europe      | 1                  |         |               |
| Finlande    | 1                  |         |               |
| France      | 9                  |         |               |
| Allemagne   | 4                  |         |               |
| Irlande     | 1                  |         |               |
| Italie      | 1                  |         |               |
| Japon       | 1                  |         |               |
| Royaume-Uni | 1                  |         |               |
| Espagne     | 1                  |         |               |
| Suède       | 1                  |         |               |
| Suisse      | 2                  |         |               |

| Billboard États-Unis               | Meilleure Position |
| ---------------------------------- | ------------------ |
| Hot 100                            | 1                  |
| Hot 100 Airplay                    | 1                  |
| Hot 100 Singles Sales              | 1                  |
| Adult Contemporary                 | 23                 |
| Hot Dance Music/Club Play          | 1                  |
| Hot Dance Music/Maxi-Singles Sales | 1                  |
| Hot R&B/Hip-Hop Singles & Tracks   | 16                 |
| Rhythmic Top 40                    | 1                  |
| Top 40 Tracks                      | 1                  |

## Récompenses et nominations
- MTV Video Music Award
  - Best Editing in a Video
  - Best Cinematography in a Video
  - Best Direction in a Video
  - Nomination: Best Video of the Year
  - Nomination: Best Female Video
  - Nomination: Best Dance Video
  - Nomination: Best Choreography
  - Nomination: Best Art Direction in a Video
- American Music Awards
  - Favorite Dance Single, (1991)
  - Nomination: Favorite Pop/Rock Single
- Juno Award (Canada): Best International Single
- Rolling Stones Readers Poll Awards
  - Best Single for Vogue
  - Best Video for Vogue
  - Best Dressed Female Artist
  - Sexiest Female Singer